# Mont Greco
El mont Greco és una muntanya de 2.283 m que forma part de la part septentrional de la serralada dels Apenins. Es troba a la província de L'Aquila a la regió dels Abruços (Itàlia).
La muntanya està situada al nord del riu Sangro i del Parco Nazionale d'Abruzzo, Lazio e Molise.